# هولاند (تكساس)
هولاند (بالإنجليزية: Holland, Texas)‏ هي بلدة أمريكية تقع في الولايات المتحدة في مقاطعة بل، تكساس. يقدر عدد سكانها بـ 1,102 نسمة ومساحتها 4.61 كم2 وترتفع عن سطح البحر 160 متر.

## التركيبة السكانية
حدّد مكتب تعداد الولايات المتحدة بيانات التركيبة السكانية لهولاند في تعداد الولايات المتحدة. في ما يلي، التركيبة السكانية حسب تعدادي 2000 و2010.

### تعداد عام 2000
بلغ عدد سكان هولاند 1,102 نسمة بحسب تعداد عام 2000، وبلغ عدد الأسر 388 أسرة وعدد العائلات 287 عائلة مقيمة في البلدة. في حين سجلت الكثافة السكانية 255.7 نسمة لكل كيلومتر مربع (662.3/ميل2). وبلغ عدد الوحدات السكنية 432 وحدة بمتوسط كثافة قدره 100.2 لكل كيلومتر مربع (259.5/ميل2).
وتوزع التركيب العرقي للبلدة بنسبة 85.57% من البيض و5.35% من الأمريكيين الأفارقة و0.09% من الأمريكيين الأصليين و0.54% من الأمريكيين ذوي الأصول الآسيوية و0.82% من سكان جزر المحيط الهادئ و4.81% من الأعراق الأخرى و2.81% من عرقين مختلطين أو أكثر و20.24% من الهسبانيون أو اللاتينيون من أي عرق.
بلغ عدد الأسر 388 أسرة كانت نسبة 47.7% منها لديها أطفال تحت سن الثامنة عشر تعيش معهم، وبلغت نسبة الأزواج القاطنين مع بعضهم البعض 53.1% من أصل المجموع الكلي للأسر، ونسبة 15.2% من الأسر كان لديها معيلات من الإناث دون وجود شريك، بينما كانت نسبة 5.7% من الأسر لديها معيلون من الذكور دون وجود شريكة وكانت نسبة 26% من غير العائلات. تألفت نسبة 23.7% من أصل جميع الأسر من عدة أفراد يعيشون في نفس المنزل ونسبة 12.1% كانت تتألف من شخص يعيش بمفرده يبلغ من العمر 65 عاماً أو أكثر. وبلغ متوسط حجم الأسرة المعيشية 2.84، أما متوسط حجم العائلات فبلغ 3.38.
بلغ العمر الوسطي للسكان 29.1 عاماً. وكانت نسبة 35.6% من القاطنين تحت سن الثامنة عشر، وكانت نسبة 7.9% بين الثامنة عشر والرابعة والعشرين عاماً، ونسبة 27.8% كانت واقعةً في الفئة العمرية ما بين الخامسة والعشرين والرابعة والأربعين عاماً، ونسبة 19.3% كانت ما بين الخامسة والأربعين والرابعة والستين، ونسبة 9.4% كانت ضمن فئة الخامسة والستين عاماً فما فوق. يوجد لكل 100 أنثى 91.3 ذكر، ويوجد لكل 100 أنثى في الثامنة عشر من عمرها فما فوق 85.9 ذكر.
بلغ متوسط دخل الأسرة في البلدة 26,500 دولارًا، أما متوسط دخل العائلة فبلغ 31,250 دولارًا. وكان متوسط دخل الذكور 25,114 دولارًا مقابل 19,167 دولارًا للإناث. وسجل دخل الفرد الخاص بالبلدة 11,360 دولارًا. وكانت نسبة 24.2% من العائلات ونسبة 30.1% من السكان تحت خط الفقر، وكان من هؤلاء نسبة 41.5% تحت سن الثامنة عشر ونسبة 29.6% في الخامسة والستين من العمر وما فوق.

### تعداد عام 2010
بلغ عدد سكان هولاند 1,121 نسمة بحسب تعداد عام 2010، وبلغ عدد الأسر 406 أسرة وعدد العائلات 280 عائلة مقيمة في البلدة. في حين سجلت الكثافة السكانية 260.1 نسمة لكل كيلومتر مربع (673.7/ميل2). وبلغ عدد الوحدات السكنية 463 وحدة بمتوسط كثافة قدره 107.4 لكل كيلومتر مربع (278.2/ميل2).
وتوزع التركيب العرقي للبلدة بنسبة 76.98% من البيض و3.75% من الأمريكيين الأفارقة و0.09% من الأمريكيين الأصليين و0.45% من الأمريكيين ذوي الأصول الآسيوية و13.65% من الأعراق الأخرى و5.08% من عرقين مختلطين أو أكثر و27.30% من الهسبانيون أو اللاتينيون من أي عرق.
بلغ عدد الأسر 406 أسرة كانت نسبة 44.6% منها لديها أطفال تحت سن الثامنة عشر تعيش معهم، وبلغت نسبة الأزواج القاطنين مع بعضهم البعض 48.3% من أصل المجموع الكلي للأسر، ونسبة 15% من الأسر كان لديها معيلات من الإناث دون وجود شريك، بينما كانت نسبة 5.7% من الأسر لديها معيلون من الذكور دون وجود شريكة وكانت نسبة 31% من غير العائلات. تألفت نسبة 26.1% من أصل جميع الأسر من عدة أفراد يعيشون في نفس المنزل ونسبة 8.6% كانت تتألف من شخص يعيش بمفرده يبلغ من العمر 65 عاماً أو أكثر. وبلغ متوسط حجم الأسرة المعيشية 2.76، أما متوسط حجم العائلات فبلغ 3.38.
بلغ العمر الوسطي للسكان 34.9 عاماً. وكانت نسبة 31.8% من القاطنين تحت سن الثامنة عشر، وكانت نسبة 6.2% بين الثامنة عشر والرابعة والعشرين عاماً، ونسبة 26% كانت واقعةً في الفئة العمرية ما بين الخامسة والعشرين والرابعة والأربعين عاماً، ونسبة 24.1% كانت ما بين الخامسة والأربعين والرابعة والستين، ونسبة 11.9% كانت ضمن فئة الخامسة والستين عاماً فما فوق. وتوزع التركيب الجنسي للسكان بنسبة 49.7% ذكور و50.3% إناث.